# Darbal
Darbal (tiếng Ả Rập: دربل, cũng đánh vần là Drubal hoặc Dirbul) là một ngôi làng của Syria ở huyện Qatana thuộc tỉnh Rif Dimashq. Theo Cục Thống kê Trung ương Syria (CBS), Darbal có dân số 2.049 trong cuộc điều tra dân số năm 2004. Cư dân của nó chủ yếu là Druze.